# إدوارد غيبولت
إدوارد غيبولت هو سياسي كندي، ولد في 18 أبريل 1834 في Sainte-Mélanie, Quebec ‏ في كندا، وتوفي في 8 يوليو 1903. نشط حزبياً في حزب كندا المحافظ. وقد انتخب عمدة وانتخب عضو مجلس العموم الكندي.